# Tel·lurur d'estany
El tel·lurur d'estany és un compost d'estany i tel·luri (SnTe); és un semiconductor de banda estreta IV-VI i té un interval de banda directa de 0,18 eV. Sovint s'alia amb plom per fer tel·lurur d'estany de plom, que s'utilitza com a material detector d'infrarojos.
El tel·lurur d'estany normalment forma un semiconductor de tipus p (semiconductor extrínsec) a causa de les vacants d'estany i és un superconductor de baixa temperatura. SnTe existeix en tres fases cristal·lines. A temperatures baixes, on la concentració de portadors de forats és inferior a 1,5x10 20 cm −3, el tel·lurur d'estany existeix en fase romboèdrica també coneguda com α-SnTe. A temperatura ambient i pressió atmosfèrica, el tellurur d'estany existeix en una fase cristal·lina cúbica semblant a NaCl, coneguda com β-SnTe. Mentre que a una pressió de 18 kbar, β-SnTe es transforma en γ-SnTe, fase ortorròmbica, grup espacial Pnma. Aquest canvi de fase es caracteritza per un augment de l'11% de la densitat i un augment del 360% de la resistència per a γ-SnTe.
El tel·lurur d'estany és un material termoelèctric. Els estudis teòrics impliquen que el rendiment de tipus n pot ser especialment bo.
Generalment, el Pb s'alia amb SnTe per accedir a propietats òptiques i electròniques interessants. A més, com a resultat del confinament quàntic, la bretxa de banda del SnTe augmenta més enllà de la bretxa de banda a granel, cobrint el rang de longitud d'ona d'IR mitjà. El material aliat s'ha utilitzat en fotodetectors d'IR mitjà i generador termoelèctric.